# Andrew Rayel
Andrei Rață (21 juli 1992), beter bekend onder zijn artiestennaam Andrew Rayel, is een Moldavische producer en DJ. In eerste instantie bracht Rayel zijn muziek uit bij Armada Music, Rayel stichtte op 22 september 2017 het label "inHarmony Music".

## Carrière
Rayels carrière in de elektronische muziek begon op 17-jarige leeftijd in 2009, maar hij begon vier jaar eerder met het produceren van muziek en het ontwikkelen van zijn stijl. Hij heeft een contract bij het label Armada Music, dat mede is opgericht door Armin van Buuren. Zijn doorbraak volgde na zijn single "Aether" die werd verkozen tot "Tune of the Week" op het radioprogramma van Van Buuren, A State of Trance. Hij trad op tijdens verschillende "A State of Trance"-evenementen.
Rayel heeft op bekende clubs en grote festivals gedraaid, van Ultra Music Festival, Tomorrowland, Stereosonic, Electric Daisy Carnival, Ministry of Sound tot verschillende A State of Trance-evenementen, de A State of Trance Ibiza nights en de Monday Bar cruise.
De tracks van Rayel worden vaak gespeeld door DJ's en producers van over de hele wereld, waaronder Armin van Buuren, Tiësto, W&W, Dash Berlin, Hardwell en vele anderen. In 2012 stond Rayel op nummer 77 in de 'Top 100 DJ's van DJ Mag; in 2013 stond hij op nummer 28, waardoor hij de titel van "highest climber" in de ranglijst won. In 2014 bleef hij stijgen en eindigde hij als 24ste op de lijst. Rayel kondigde in 2013 aan dat een nieuw artiestenalbum in 2014 zou verschijnen.
In augustus 2013 kondigde Rayel zijn eerste officiële compilatie aan, getiteld Mystery of Aether, met onder meer tracks van van Buuren, Ørjan Nilsen, Airbase en W&W. Het album bevatte nieuwe nummers en remixes uitgevoerd door Rayel en werd uitgebracht op werd uitgebracht op 6 september 2013. In september 2013 maakte hij een nummer als inzending voor de ASOT 650 Anthem-wedstrijd, maar won de wedstrijd niet.
Rayels eerste studioalbum, Find Your Harmony, werd uitgebracht op 30 mei 2014.
Rayels tweede studioalbum, Moments, werd uitgebracht in mei 2017. Dit album werd ondersteund door een tour die bestond uit shows in Noord-Amerika, Europa en Azië.
Op 22 september 2017 lanceerde Andrew Rayel zijn eigen platenlabel, inHarmony Music (gedistribueerd door Armada Music), als een platform om zijn tracks uit te brengen en nieuwe talenten in de elektronische muziekscene te promoten. Hij bracht het label samen met single "Mass Effect" op dezelfde dag uit, en een samenwerking met Bogdan Vix & Keyplayer getiteld "Soul On The Run" met Roxana Constantin op 2 december 2017.
Rayels eerste single van 2018 getiteld "Horizon" werd op 9 februari uitgebracht via het label "inHarmony Music", samen met de Amerikaanse zangeres Lola Blanc. Hij bracht, samen met de Nederlandse DJ David Gravell, de single "Trance ReBorn" uit op 9 maart 2018 en de single dient als anthem voor de 100ste aflevering van Rayel's Find Your Harmony-radioshow.

## Discografie

### Artiestenalbums
- Mei 2014 Find Your Harmony
- Mei 2017 Moments

### Compilatiealbums
- 2013 Mystery of Aether[14]
- November 2014 Find Your Harmony 2015

### Singles
- 2010 "Always In Your Dreams" (feat. Flaya)
- 2011 "Aether"
- 2011 "Opera"
- 2011 "Drapchi / Deflageration"
- 2011 "550 Senta / Believe"
- 2011 "We Never Come Back"
- 2011 "Globalization"
- 2012 "Aeon of Revenge / Source Code"
- 2012 "How Do I Know" (feat. Jano)
- 2012 "Coriolis / Exponential"
- 2013 "Musa / Zeus"
- 2013 "Sacramentum" (samen met Bobina)
- 2013 "Until the End" (samen met Jwaydan)
- 2013 "Dark Warrior"
- 2014 "EIFORYA" (samen met Armin van Buuren)
- 2014 "Goodbye" (feat. Alexandra Badoi)
- 2014 "Power of Elements" (Trancefusion 2014 Anthem)
- 2014 "One In A Million" (feat. Jonathan Mendelsohn)
- 2014 "Followed By Darkness"
- 2015 "Impulse"
- 2015 "Miracles" (feat. Christian Burns)
- 2015 "We Bring The Love" (feat. Sylvia Tosun)
- 2015 "Daylight" (feat. Jonny Rose)
- 2015 "Mimesis" (samen met Alexander Popov)
- 2015 "Chased" (samen met Mark Sixma)
- 2016 "Winterburn" (samen met Digital X feat. Sylvia Tosun)
- 2016 "Once In a Lifetime Love" (feat. Kristina Antuna)
- 2016 "Epiphany"
- 2016 "All Systems Down" (samen met KhoMha)
- 2016 "Take It All" (samen met Jochen Miller feat. Hansen Tomas)
- 2017 "I'll Be There" (feat. Eric Lumiere)
- 2017 "My Reflection" (feat. Emma Hewitt)
- 2017 "Lighthouse" (feat. Christina Novelli)
- 2017 "Heavy Love" (samen met Max Vangeli feat. Kye Sones)
- 2017 "Home" (feat. Jonathan Mendelsohn)
- 2017 "Mass Effect"
- 2017 "Soul On The Run" (samen met Bogdan Vix and KeyPlayer feat. Roxana Constantin)
- 2018 "Horizon" (feat. Lola Blanc)
- 2018 "Trance Reborn" (samen met David Gravell)
- 2018 "Tambores" (samen met Graham Bell)
- 2018 "Dark Resistance"
- 2018 "In The Dark (feat. HALIENE)
- 2018 "New Dawn (samen met Corti Organ en Max Cameron)
- 2018 "Last Summer" (samen met Fernando Garibay feat. Jake Torrey)
- 2019 "The Melody" (samen met NWYR)[15]
- 2019 "Originem" [FYH 150 Anthem][16]
- 2019 "Take All Of Me" (feat. HALIENE)[17]
- 2019 "Kick, Bass & Trance" (samen met Chukiess & Wackboi)[18]

### Remixes
- 2011 Karybde & Scilla – "Tokyo" (Andrew Rayel Remix)
- 2011 Ruben de Ronde – "Timide" (Andrew Rayel Remix)
- 2011 Faruk Sabanci – "Maidens Tower 2011" (Andrew Rayel 1AM Remix)
- 2011 W&W vs. Jonas Stenberg – "Alligator Fuckhouse" (Andrew Rayel Stadium Remix)
- 2011 Tiësto feat. Kay - "Work Hard, Play Hard" (Andrew Rayel Hard Remix)
- 2012 Luke Terry – "Tales from the Forest" (Andrew Rayel Sunrise/Sundown Remixes)
- 2012 Craig Connelly – "Robot Wars" (Andrew Rayel Stadium Remix)
- 2012 Roger Shah feat. Carla Werner – "One Love" (Andrew Rayel Remix)
- 2012 Fabio XB & Wach vs. Roman Sokolovsky – "Eternal" (Andrew Rayel Remix)
- 2012 Fady & Mina – "Kepler 22" (Andrew Rayel Aether Remix)
- 2012 Bobina – "The Space Track" (Andrew Rayel Stadium Remix)
- 2012 Tenishia – "Where Do We Begin" (Andrew Rayel Remix)
- 2012 Armin van Buuren feat. Jan Vayne – "Serenity" (Andrew Rayel Aether Remix)
- 2013 Armin van Buuren & Markus Schulz – "The Expedition" (ASOT 600 Anthem) [Andrew Rayel Remix]
- 2013 Andy Moor & Betsie Larkin – "Love Again" (Andrew Rayel Remix)
- 2013 Kyau & Albert - "All Your Colours" (Andrew Rayel Remix)
- 2013 Zedd feat. Foxes - "Clarity" (Andrew Rayel Remix)
- 2013 Jamaster A feat. Bi Bi Zhou- "I Miss You Missing Me" (Andrew Rayel vs. Jamaster A Stadium Remix)
- 2013 Dash Berlin feat. Sarah Howells - "Go It Alone" (Andrew Rayel Remix)
- 2013 Alex M.O.R.P.H. feat. Silvia Tosun - "An Angel's Love" (Andrew Rayel Aether Remix)
- 2013 Faithless - "Insomnia" (Andrew Rayel Remix)
- 2013 Armin van Buuren - "Intense" (Andrew Rayel Remix)
- 2014 Hardwell feat. Matthew Koma - "Dare You" (Andrew Rayel Remix)
- 2014 Ivan Gough & Feenixpawl feat. Georgi Kai - "In My Mind" (Andrew Rayel Remix)
- 2014 Sick Individuals - "Wasting Moonlight" (Andrew Rayel Remix)
- 2015 Armin van Buuren - "Save My Night" (Andrew Rayel Remix)
- 2015 Cosmic Gate & Kristina Antuna - "Alone" (Andrew Rayel Remix)
- 2015 Tommy Trash feat. JHart - "Wake The Giant" (Andrew Rayel Remix)
- 2015 Lost Frequencies feat. Janieck Devy - "Reality" (Andrew Rayel Remix)
- 2015 Dimitri Vegas & Like Mike feat.Ne-Yo - "Higher Place" (Andrew Rayel Remix)
- 2015 Dash Berlin - "Till The Sky Falls Down" (Andrew Rayel Remix)
- 2016 Armin van Buuren feat. Eric Vloeimans - "Embrace" (Andrew Rayel Remix)
- 2016 Armin van Buuren feat. Betsie Larkin - "Again" (Andrew Rayel Remix)
- 2016 The Chainsmokers ft. Halsey - "Closer" (Andrew Rayel Bootleg)
- 2017 Mark Sixma & Emma Hewitt - "Missing" (Andrew Rayel & Mark Sixma Remix)
- 2019 Armin van Buuren - "Lifting You Higher [ASOT 900 Anthem]" (Andrew Rayel Remix)[19]
- 2019 The Chainsmokers & Illenium feat. Lennon Stella - "Takeaway" (Andrew Rayel Remix)[20]

- International Standard Name Identifier: 0000 0004 2847 6297
- MusicBrainz: a90cbe49-705a-49d4-931b-8a8841f431b0
- Virtual International Authority File: 307175014